# Lassana Traoré (homme politique)
Pour les articles homonymes, voir Lassana Traoré et Traoré.
Lassana Traoré (né en 1945 à Bamako) est un homme politique malien ayant été ministre des Affaires étrangères du Mali de 2002 à 2004.

## Biographie
Traoré est né à Bamako en 1945. Sous le régime de Moussa Traoré, il est secrétaire général adjoint de la présidence de la République ; il est ensuite chef de cabinet d'Amadou Toumani Touré pendant la transition militaire de ce dernier, de 1991 à 1992.
Traoré est le directeur de campagne de Touré lors de l'élection présidentielle de 2002 et après la victoire de Touré, il est nommé ministre des Affaires étrangères et des Maliens vivant à l'étranger dans le gouvernement nommé le 14 juin 2002. Il est remplacé par Moctar Ouane en 2004.